# Sybil Island
Sybil Island – niezamieszkana wysepka w Zatoce Frobishera, w Archipelagu Arktycznym, w regionie Qikiqtaaluk, na terytorium Nunavut, w Kanadzie. W pobliżu Sybil Island położone są wyspy: Crimmins Island, Jenvey Island, Kudlago Island, Pichit Island i Sale Island.